# Ceratozamia fuscoviridis
Ceratozamia fuscoviridis är en kärlväxtart som beskrevs av D. Moore. Ceratozamia fuscoviridis ingår i släktet Ceratozamia och familjen Zamiaceae. IUCN kategoriserar arten globalt som akut hotad. Inga underarter finns listade i Catalogue of Life.